# Märt Avandi
Märt Avandi (Rapla, 26 febbraio 1981) è un attore e comico estone.

## Filmografia

### Cinema
- Malev, regia di Kaaren Kaer (2005)
- Tulnukas (2006)
- Meeletu, regia di Elmo Nüganen (2006)
- Mina olin siin, regia di René Vilbre (2008)
- Punane elavhõbe, regia di Andres Puustusmaa (2010)
- Vehkleja, regia di Klaus Härö (2015)

### Televisione
- Eesti otsib superstaari - talent show (2007)
- Oma Maapäev (2007)
- Tuulepealne maa - serie TV (2008)
- Tujurikkuja (2008)
- Kättemaksukontor (2009)